# Turtles Forever
Turtles Forever è un film d'animazione per la televisione prodotto dalla 4Kids Entertainment e Mirage Studios nel 2009. 
Il film è un crossover delle tre diverse incarnazioni del franchise delle Tartarughe Ninja: le tartarughe del 1984 dei fumetti originali, le tartarughe della serie animata del 1987 e le tartarughe della serie animata del 2003 prodotta proprio da 4Kids - in un'avventura del multiverso che si estende su più universi alternativi e realtà paralleli. 
Questo film, che rappresenta il finale vero e proprio delle serie animate sia del 1987 che del 2003, è stato prodotto in occasione del 25º anniversario del franchising. In Italia è inedito.

## Trama
Quando una battaglia tra i Purple Dragons e quelle che sembrano essere le Tartarughe Ninja (Leonardo, Raffaello, Donatello e Michelangelo) viene trasmessa in TV, le Tartarughe, per dimostrare al maestro Splinter che non hanno disobbedito all'ordine di rimanere nell'ombra, decidono d'indagare. Nel covo dei Purple Dragons le Tartarughe scoprono che i loro "impostori" sono, in realtà, delle versioni di loro stesse che provengono da un'altra dimensione alternativa ambientata del 1987 ("Tartarughe Ninja alla riscossa").
Le Tartarughe Ninja dell'altra dimensione del 1987, si dimostrano troppo allegri, spensierati e infantili in confronto alle tartarughe dell'"omonima serie animata del 2003". Scoperto che il mondo dove sono finite non è la loro dimensione, le "Tartarughe 1987" raccontano che sono state teletrasportate dalla loro dimensione insieme ai loro peggiori nemici, Shredder e Krang, e la loro fortezza battaglia, il Technodromo, grazie a un incidente con il portale dimensionale. Le otto tartarughe allora decidono di rintracciare il Technodromo sotto terra, ma la loro presenza dà degli indizi a Shredder sulla possibilità che ci possa essere una sua versione alternativa in questa nuova dimensione del 2003, con la quale potersi alleare per sconfiggere le tartarughe per sempre.
Con il Tecnodromo in fuga, le tartarughe per seguirlo decidono di creare un dispositivo dimensionale portatile per viaggiare verso "l'universo 1987". Nel frattempo il Shredder 1987 utilizza la tecnologia del Technodromo per individuare il suo omologo dimensionale, un'Utrom malvagio chiamato Ch'rell, ancora esiliato sull'asteroide di ghiaccio Mor Gal Tal dopo la sua ultima sconfitta da parte delle "Tartarughe 2003". Ch'rell viene teletrasportato nel Technodromo, ma, appena scongelato, si scaglia subito contro Shredder 1987 che tramite un gas soporifero riesce ad addormentarlo. L'intervento di Karai permette a Ch'rell di impadronirsi del Tecnodromo.
Utilizzando la tecnologia della Dimensione X e la scienza Utrom per creare un nuovo esoscheletro robotico per sé stesso, Ch'rell ordina al suo braccio destro Hun (che è stato trasformato in una mostruosa tartaruga mutante con il mutageno dall'universo 1987 nella battaglia precedente contro le Tartarughe) di rintracciare queste ultime. Con l'aiuto di Bebop e Rocksteady (scagnozzi dello Shredder 1987), Hun trova e attacca il covo delle Tartarughe, ma gli otto eroi riescono a fuggire nell'universo 1987. Splinter 2003 viene intanto catturato da Hun e portato davanti all'Utrom Shredder del 2003 per servire come esca per una trappola.
Le Tartarughe 2003 rimangono sorprese dalle versioni 1987 di April O'Neil e Splinter, e decidono di tornare all'universo 2003 con i veicoli delle Tartarughe 1987: il Tartafurgone e il Tartadirigibile. Tuttavia, scoprono che in loro assenza Utrom Shredder ha fuso la scienza degli Utrom e della Dimensione X e ricostruito un nuovo Technodromo, migliorando i Soldati del Piede robotici e trasformando i Purple Dragons in mutanti mostruosi. Entrate nel Tecnodromo per recuperare Splinter 2003, le tartarughe vengono catturate e Utrom Shredder rivela il suo piano: ha scoperto che non esistono solo l'universo 1987 e 2003, ma ne esistono tanti e ogni universo ha la sua versione delle Tartarughe Ninja. Il suo obbiettivo è trovare l'Universo Originale e distruggerlo, tutto pur di cancellare tutte le versioni esistenti delle Tartarughe Ninja nei vari universi.
Utrom Shredder analizza le otto tartarughe, collocate in una sfera con dispositivo a centrifuga, contenuta all'interno del Technodromo, per individuare le somiglianze di base tra loro che permetterà alla sfera di individuare la posizione delle "Tartarughe Originali". Una volta trovato l'Universo Originale, Utrom Shredder teletrasporta il Technodromo attraverso la dimensione delle Tartarughe Originali. Invece le otto tartarughe riappaiono in buono stato grazie all'aiuto di Karai che si è resa conto dei folli piani del suo maestro.
Con il loro mondo che sta per essere cancellato a causa dei piani del malvagio Utrom Shredder, le Tartarughe irrompono nella sede dei Purple Dragons per appropriarsi di una parte della tecnologia che i criminali avevano rubato, al fine di aggiornare il proprio dispositivo dimensionale portatile e seguire Utrom Shredder nell'Universo Originale. Vengono attaccati da Hun che è ancora in cerca di vendetta per la sua mutazione ma si arrende quando vede che il suo mondo 2003 sta per essere cancellato. Le Tartarughe arrivate nell'Universo Originale, vedono che è triste e desolante. Venute subito attaccate dalle Tartarughe Originali 1984 violente, aggressive e rabbiose, riescono alla fine a convincerle ad aiutarli a salvare tutto l'universo.
Le dodici Tartarughe, con l'aiuto di Splinter 2003, Karai, e anche di Shredder 1987 e Krang, impegnano Utrom Shredder nella battaglia, che ha aumentato la sua massa utilizzando la tecnologia di amplificazione molecolare della Dimensione X. Nonostante Utrom Shredder sembra indistruttibile ai loro attacchi, egli viene accidentalmente colpito dal raggio di energia del Technodromo, che gli danneggia l'armatura. Le dodici tartarughe cercano di costringerlo ad andare verso il raggio ma sbadatamente Rocksteady cade sopra il cavo scollegandolo all'alimentazione. Utrom Shredder coglie l'occasione per afferrare le Tartarughe 1984 e inizia a stritolarle. Il mondo 1984 comincia a svanire proprio come il mondo 2003, Utrom Shredder esita quando si accorge che anche lui sta svanendo. Karai tenta di fare appello a suo padre, dicendogli che quello che sta cercando di fare distruggerà tutti, compreso lui. Ma Utrom Shredder è troppo ossessionato dalla vendetta così che decide che non gli importa, e riprende il suo assalto. All'ultimo minuto le Tartarughe 1987 gettano delle stelle esplosive verso di lui, facendolo inciampare per liberare le Tartarughe 1984. Utrom Shredder riprende il suo attacco, e nel frattempo Bebop inserisce di nuovo il cavo di alimentazione del raggio di energia distruggendo per sbaglio Utrom Shredder che provocherà la sua morte.
Con il loro nemico sconfitto, tutte le realtà vengono ripristinate. Le Tartarughe 1987 prendono il Technodromo e ritornano al loro mondo natale, mentre quelle 2003 utilizzano il portale dimensionale portatile per tornare al loro. Le Tartarughe 1984 decidono di andare a mangiare una pizza. Da qualche altra parte, attraverso il tempo e lo spazio, Peter Laird e Kevin Eastman mettono gli ultimi ritocchi al loro primo numero, "Teenage Mutant Ninja Turtles", esprimendo la speranza di poterlo vedere pubblicato.

## Doppiaggio
I doppiatori originali della serie del 1987 all'inizio avrebbero dovuto riprendere i loro rispettivi ruoli, ma dal momento che 4Kids è di New York e i doppiatori storici sono di Los Angeles, per motivi contrattuali 4Kids ha dovuto far affidamento a un nuovo cast.